# Tougué-Mossi
Pour les articles homonymes, voir Tougué (homonymie).
Ne doit pas être confondu avec Tougué-Peulh ou Tougué-Yarcé.
Tougué-Mossi est une commune rurale située dans le département de Tangaye de la province du Yatenga dans la région Nord au Burkina Faso.

## Géographie
Tougué-Mossi se trouve à environ 15 km à l'ouest de Tangaye, le chef-lieu du département, et à environ 30 km à l'ouest du centre de Ouahigouya. La localité est traversée par la route régionale reliant Gomboro à Ouahigouya.
Le village, peuplé historiquement essentiellement de populations Mossi, constitue un ensemble avec les villages indépendants de Tougué-Peulh et Tougué-Yarcé, situés au sud.

## Histoire
L'électrification rurale du village est faite en 2007.
Depuis 2019, des groupes armés extérieurs ont réalisé à plusieurs reprises des menaces et intimidations sur la population de Tougué-Mossi. En juillet 2020, des attaques armées non identifiées ont eu lieu sur différents villages du secteur, dont Tougué, entrainant le déplacement en urgence d'une partie de sa population vers Tangaye et Ouahigouya.

## Économie
L'économie de Tougué-Mossi est essentiellement basée sur l'agro-pastoralisme, notamment dans le bas-fond pratiquant la culture de riz pluvial.

## Santé et éducation
Tougué-Mossi accueille un centre de santé et de promotion sociale (CSPS) tandis que le centre hospitalier régional (CHR) se trouve à Ouahigouya.
Le village possède une école primaire publique.